# كعكة بنبري
كعكة بَنبِري (بالإنجليزية: Banbury cake) هي مخبوزة متبلة بيضاوية الشكل، محشوة بالزبيب. نمت كعكات بنبري منذ منتصف القرن التاسع عشر لتكون أقرب إلى كعكة إكلس في حين كانت الوصفات السابقة من كعك بنبري تختلف تمامًا عن الحديثة. تشتمل الحشوة إلى جانب الزبيب مزيج قشر وسكر بني ورَمّ وجوزة الطيب. تؤكل كعكات بنبري مع شاي بعد الظهر.
ما تزال كعكة بنبري تصنع في منطقة بَنبِرِي وما حولها في أنكلترة بوصفات سرية منذ عام 1586 وإن لم يكن بهذه الكمية. أُرسِل الكعك في وقت إلى أماكن بعيدة مثل أستراليا وجزر الهند الشرقية وأمريكا في سلال مصنوعة محليًا من الخيزران. تُباع في غرف المرطبات بمحطة السكك الحديدية في إنجلترا. 